# Northiella
Northiella – rodzaj ptaków z podrodziny dam (Loriinae) w obrębie rodziny papug wschodnich (Psittaculidae).

## Rozmieszczenie geograficzne
Rodzaj obejmuje gatunki występujące w Australii (Australia Zachodnia, Queensland, Nowa Południowa Walia, Wiktoria i Australia Południowa).

## Morfologia
Długość ciała 28 cm; masa ciała 74–105 g.

## Systematyka
Rodzaj zdefiniował w 1912 roku australijski ornitolog Gregory Macalister Mathews w artykule poświęconym liście ptaków Australii opublikowanym w czasopiśmie Novitates zoologicae. Gatunkiem typowym jest (oznaczenie monotypowe) świergotka ognistobrzucha (N. haematogaster).

### Etymologia
Northiella: Alfred John North (1855–1917), australijski jubiler, owolog; łac. przyrostek zdrabniający -ella.

### Podział systematyczny
Do rodzaju należą następujące gatunki:
- Northiella haematogaster (Gould, 1838) – świergotka ognistobrzucha
- Northiella narethae (H.L. White, 1921) – świergotka żółtobrzucha